# 사하말라자족제비여우원숭이
사하말라자족제비여우원숭이(Lepilemur scottorum)는 족제비여우원숭이과에 속하는 여우원숭이의 일종이다. 원 서식지는 마다가스카르이다. 26–27 cm 길이의 꼬리를 포함하여, 전체 몸 길이는 약 51-54cm이다. 사하말라자족제비여우원숭이는 마다가스카르 북서부에서 발견되며, 반건조 기후의 숲과 일부 이차림에서 서식한다.